# Laxou
Laxou is een gemeente in het Franse departement Meurthe-et-Moselle (regio Grand Est). De gemeente telde 15.126 inwoners op 1 januari 2022. De plaats maakt deel uit van het arrondissement Nancy.
De plaats is ontstaan als een landbouwdorp rond zijn kerk, gelegen op een helling met wijngaarden. De plaats werd voor het eerst genoemd in 1130 maar sporen van bewoning gaan terug tot de Merovingische tijd. Het oude dorpscentrum is gelegen rond de pleinen Place de la Liberté en Place du Jet d'Eau. De nieuwe wijken van Laxou, gebouwd vanaf de jaren 1920, zijn vergroeid met het stedelijk gebied van Nancy. Deze omvatten ook torenflats uit de jaren 1950 en 1960.

## Geografie
De oppervlakte van Laxou bedroeg op 1 januari 2022 15,94 vierkante kilometer; de bevolkingsdichtheid was toen 948,9 inwoners per km².
In het westen van de gemeente ligt het bosgebied Forêt de Haye, dat meer dan 10.000 ha beslaat over verschillende gemeenten.
De autosnelwegen A33 en A31 lopen door de gemeente.
De onderstaande kaart toont de ligging van Laxou met de belangrijkste infrastructuur en aangrenzende gemeenten.

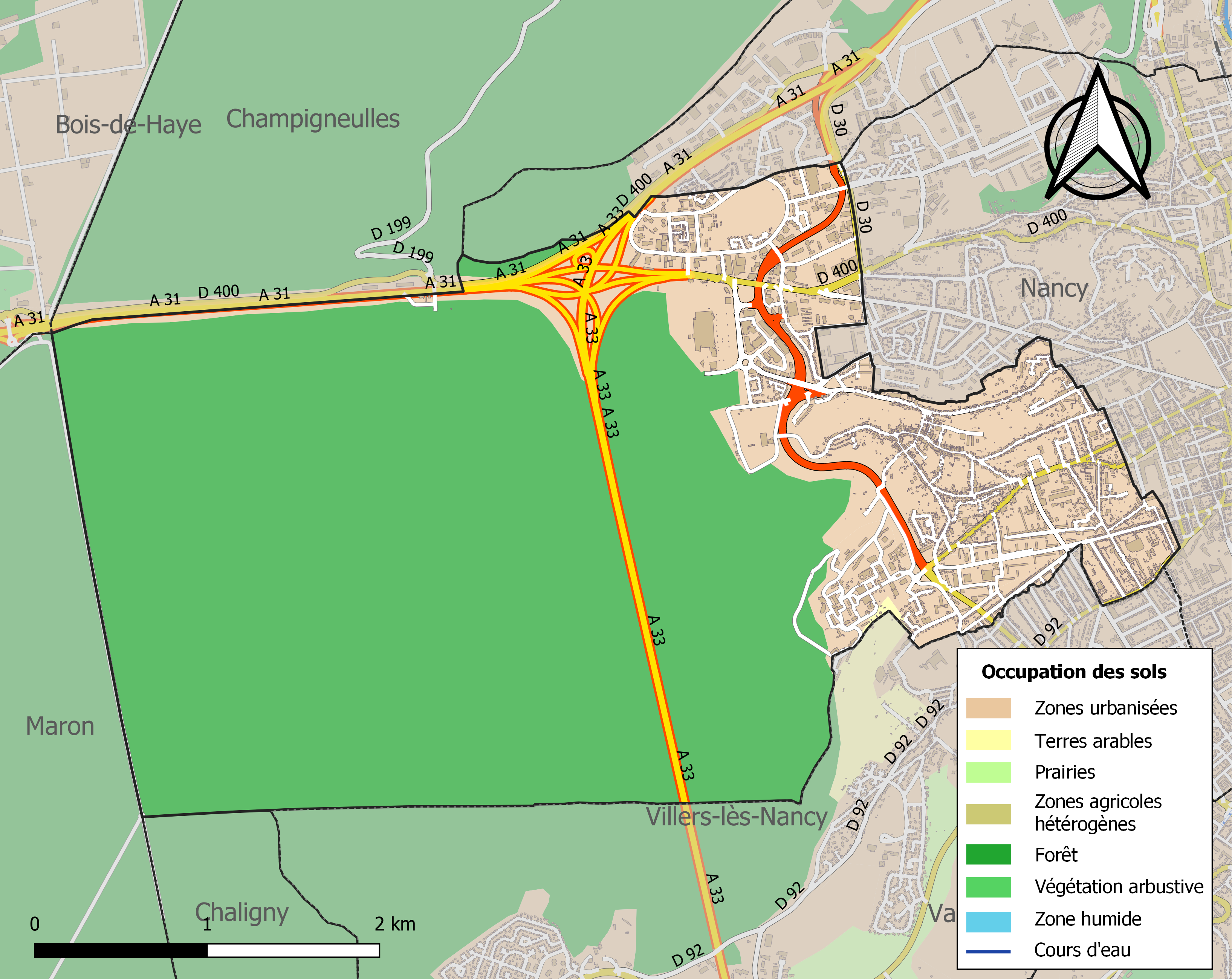

## Demografie
In 1886 telde de gemeente 1713 inwoners.
Nevenstaande figuur toont het verloop van het inwonertal (bron: INSEE-tellingen).